# ريك روز
ريك روز (بالإنجليزية: Rick Rose)‏ هو كاتب ومخرج أمريكي، ولد في 19 يوليو 1978 في ميلر في الولايات المتحدة.

## وصلات خارجية
- ريك روز على موقع IMDb (الإنجليزية)
- ريك روز على موقع أول موفي (الإنجليزية)
- ريك روز على موقع كينوبويسك (الروسية)